# Campionati del mondo di atletica leggera indoor 2010 - Salto triplo femminile
La gara di salto triplo femminile si è tenuta il 12 e 13 marzo.

## Risultati

### Qualificazioni
In finale va chi passa la misura di 14.20 o rientra tra i primi 8.
| Pos | Athlete                      | Nationality | #1    | #2    | #3    | Result | Notes  |
| --- | ---------------------------- | ----------- | ----- | ----- | ----- | ------ | ------ |
| 1   | Yargelis Savigne             | Cuba        | 14.59 |       |       | 14.59  | Q      |
| 2   | Olga Rypakova                | Kazakistan  | 14.57 |       |       | 14.57  | Q, SB  |
| 3   | Mabel Gay                    | Cuba        | x     | 14.27 |       | 14.27  | Q      |
| 4   | Dana Velďáková               | Slovacchia  | 14.25 |       |       | 14.25  | Q      |
| 5   | Anastasiya Taranova-Potapova | Russia      | 13.60 | 13.82 | 14.08 | 14.08  | q      |
| 6   | Anna Pyatykh                 | Russia      | 14.04 | 14.04 | 14.01 | 14.04  | q      |
| 7   | Svetlana Bolshakova          | Belgio      | 13.41 | 13.95 | x     | 13.95  | q      |
| 8   | Xie Limei                    | Cina        | x     | 13.89 | 13.45 | 13.89  | q, SB  |
| 9   | Snežana Rodic                | Slovenia    | 13.74 | 13.83 | 13.84 | 13.84  |        |
| 10  | Gisele de Oliveira           | Brasile     | 13.73 | 13.78 | 13.81 | 13.81  | SB     |
| DQ  | Athanasia Perra              | Grecia      | 13.23 | 13.62 | 13.71 | 13.71  | Doping |
| 11  | Petia Dacheva                | Bulgaria    | x     | x     | 13.65 | 13.65  |        |
| 12  | Erica McLain                 | Stati Uniti | 13.03 | 13.47 | 13.54 | 13.54  |        |
| 13  | Aleksandra Kotlyarova        | Uzbekistan  | 13.35 | 13.04 | 13.45 | 13.45  |        |
| 14  | Adelina Gavrilă              | Romania     | 13.03 | 13.45 | x     | 13.45  |        |
| 15  | Verónica Davis               | Venezuela   | x     | 13.07 | 13.38 | 13.38  |        |
| 16  | Liliya Kulyk                 | Ucraina     | 13.20 | 13.19 | 13.30 | 13.30  |        |
| 17  | Thitima Muangjan             | Thailandia  | x     | x     | 13.19 | 13.19  |        |
| 18  | Yamilé Aldama                | Sudan       | 12.41 | 12.39 | x     | 12.41  | SB     |

### Finale
| Pos | Atleta                       | Nazionalità | #1    | #2    | #3    | #4    | #5    | #6    | Misura | Note   |
| --- | ---------------------------- | ----------- | ----- | ----- | ----- | ----- | ----- | ----- | ------ | ------ |
| 1   | Olga Rypakova                | Kazakistan  | x     | 14.78 | 14.17 | x     | 14.93 | 15.14 | 15.14  | AR, WL |
| 2   | Yargelis Savigne             | Cuba        | 14.71 | 14.70 | x     | 14.45 | 14.86 | 14.63 | 14.86  | SB     |
| 3   | Anna Pyatykh                 | Russia      | 14.25 | 14.49 | 14.64 | 14.43 | 14.60 | 14.54 | 14.64  | SB     |
| 4   | Anastasiya Taranova-Potapova | Russia      | 14.15 | 14.10 | 14.03 | 14.40 | 13.87 | 14.38 | 14.40  |        |
| 5   | Mabel Gay                    | Cuba        | 14.19 | x     | 14.18 | 14.11 | 13.90 | 14.30 | 14.30  | SB     |
| 6   | Dana Velďáková               | Slovacchia  | 14.18 | x     | 13.83 | x     | 13.97 | 14.13 | 14.18  |        |
| 7   | Xie Limei                    | Cina        | 13.58 | 13.99 | x     | 13.82 | 13.98 | 14.03 | 14.03  | SB     |
| 8   | Svetlana Bolshakova          | Belgio      | x     | x     | 14.01 | 13.94 | 13.93 | 14.02 | 14.02  |        |